# Messegães
Messegães ist ein Ort und eine ehemalige Gemeinde (Freguesia) im nordportugiesischen Kreis Monção.

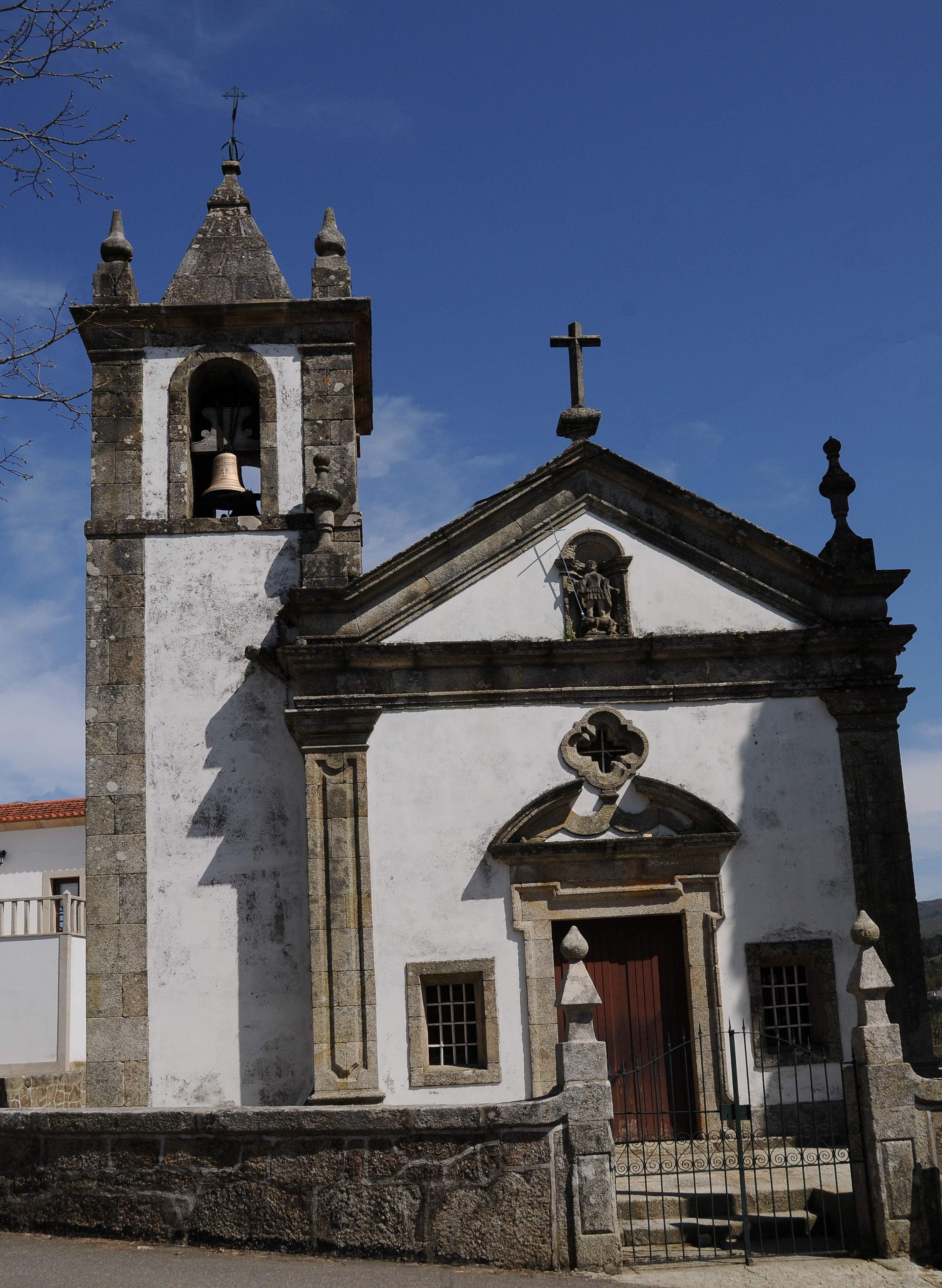
Kirche von Messegães

 Die Gemeinde hatte 257 Einwohner (Stand 30. Juni 2011).
Am 29. September 2013 wurden die Gemeinden Messegães, Valadares und Sá zur neuen Gemeinde União das Freguesias de Messegães, Valadares e Sá zusammengeschlossen. Messegães ist Sitz dieser neu gebildeten Gemeinde.